# Liste der Kulturdenkmale in Töpeln
In der Liste der Kulturdenkmale in Töpeln sind die Kulturdenkmale des Döbelner Ortsteils Töpeln verzeichnet, die bis Oktober 2022 vom Landesamt für Denkmalpflege Sachsen erfasst wurden (ohne archäologische Kulturdenkmale). Die Anmerkungen sind zu beachten.
Diese Aufzählung ist eine Teilmenge der Liste der Kulturdenkmale in Döbeln.

## Töpeln
| Bild                                    | Bezeichnung | Lage                            | Datierung                                                                                                 | Beschreibung | ID       |
| --------------------------------------- | --- | ------------------------------- | --- | --- | -------- |
| Direkt Bild zu diesem Denkmal hochladen | Kriegerdenkmal für die Gefallenen des Ersten Weltkrieges | Alte Hauptstraße (Karte)        | Nach 1918                                                                                                 | Von ortsgeschichtlicher Bedeutung, hoher Steinsockel mit Inschrift und Eisernem Kreuz (verwittert), Namen der Gefallenen, auf der Stele Helm | 09208059 |
| Direkt Bild zu diesem Denkmal hochladen | Wohnhaus eines Bauernhofes | Alte Hauptstraße 1 (Karte)      | 18. Jahrhundert                                                                                           | Landschaftstypisches Fachwerkhaus in gutem Originalzustand von baugeschichtlichem Wert. Erdgeschoss massiv, Porphyrgewände, Obergeschoss Fachwerk mit zwei Riegeln, auffällig hohe Schwelle, Giebelseite verbrettert, Satteldach. Anbau: Bruchsteinmauerwerk im Erdgeschoss, Obergeschoss Ziegel, zum geringeren Teil Lehmziegel. Restliche Gebäude der Hofanlage sind ohne Denkmalwert. | 09208061 |
| Direkt Bild zu diesem Denkmal hochladen | Wohnstallhaus, Scheune und Seitengebäude eines Vierseithofes | Alte Hauptstraße 4 (Karte)      | Bezeichnet mit 1833                                                                                       | Besterhaltener Hof des Dorfes, wichtiger Bestandteil der alten Dorfstruktur von baugeschichtlicher, sozialgeschichtlicher und ortsgeschichtlicher Bedeutung. - Wohnstallhaus: Erdgeschoss massiv, Obergeschoss Fachwerk, originales Steinportal, Krüppelwalmdach - Scheune: Fachwerk-Konstruktion - Seitengebäude: Erdgeschoss massiv, Durchfahrt, Obergeschoss Fachwerk verkleidet, Krüppelwalmdach, Aufzug | 09208060 |
| Direkt Bild zu diesem Denkmal hochladen | Wohnstallhaus | Alte Hauptstraße 9 (Karte)      | 1. Hälfte 19. Jahrhundert                                                                                 | Landschaftstypisches Fachwerkwohnhaus in gutem Originalzustand von ortsgeschichtlichem Wert. Erdgeschoss massiv, mit Überformungen, Obergeschoss Fachwerk, zum Teil verputzt, Satteldach. | 09208058 |
| Direkt Bild zu diesem Denkmal hochladen | Wohnstallhaus | Alte Hauptstraße 11 (Karte)     | Um 1800                                                                                                   | Ortsbildprägender Fachwerk-Bau, wichtiger Bestandteil der ursprünglichen Dorfstruktur von baugeschichtlichem und sozialgeschichtlichem Wert. Erdgeschoss massiv, Obergeschoss Fachwerk, zur Dorfstraße hin Sichtfachwerk, Satteldach (Dachpappe), Erdgeschoss mit Überformungen. | 09208057 |
| Direkt Bild zu diesem Denkmal hochladen | Häuslerhaus | Alte Hauptstraße 12 (Karte)     | 1. Hälfte 18. Jahrhundert                                                                                 | Landschaftstypischer Fachwerk-Bau in weitgehend originalem Erhaltungszustand, Bestandteil der alten Dorfstruktur von baugeschichtlichem und sozialgeschichtlichem Wert. Erdgeschoss massiv, Obergeschoss Fachwerk, Satteldach geschleppt, Erdgeschoss saniert, mit Überformungen. | 09208056 |
| Direkt Bild zu diesem Denkmal hochladen | Wohnstallhaus | Alte Hauptstraße 13 (Karte)     | Um 1800                                                                                                   | Zeittypisches Gebäude in Fachwerkbauweise, Bestandteil der originalen Dorfstruktur, von baugeschichtlichem Wert. Erdgeschoss massiv, Obergeschoss Fachwerk verbrettert, steinernes Portal, Satteldach (Dachpappe). | 09208063 |
| Direkt Bild zu diesem Denkmal hochladen | Ehemalige Dorfschmiede | Alte Hauptstraße 14 (Karte)     | 1. Hälfte 19. Jahrhundert                                                                                 | Typisches Gebäude einer Dorfschmiede mit intakten Fachwerk-Obergeschoss, heute Wohnhaus, von kulturgeschichtlicher und ortsgeschichtlicher Bedeutung. Erdgeschoss massiv, Giebelseiten massiv, Obergeschoss Fachwerk, Satteldach mit Schiefer. | 09208062 |
| Direkt Bild zu diesem Denkmal hochladen | Töpelmühle: Ehemalige Mühle (ohne technische Ausstattung) mit Hofpflasterung und Teil des ehemaligen Mühlgrabens                                                                   | Alte Hauptstraße 20 (Karte)     | Bezeichnet mit 1863                                                                                       | Imposantes Mühlengebäude von orts- und technikgeschichtlicher Bedeutung. L-förmiger Grundriss, zweigeschossig, massive Bauweise, originale Porphyrgewände, schöne, originale Portale, zum Teil mit Verdachungen, Satteldach, Anbau mit Krüppelwalmdach, Schieferdeckung, zum Teil alte Türen Nebengebäude ohne Denkmalwert: Dächer eingestürzt, schlechter Bauzustand (2000), saniert vor 2012. | 09208054 |
| Direkt Bild zu diesem Denkmal hochladen | Wohnhaus und Scheune eines Bauernhofes | Alte Hauptstraße 20b (Karte)    | Bezeichnet mit 1903, älterer Kern                                                                         | Landschaftstypisches Fachwerkgebäude in weitestgehend originalem Zustand, baugeschichtlich von Bedeutung. - Wohnhaus: Erdgeschoss massiv, Obergeschoss zum größten Teil in Fachwerk-Konstruktion, Krüppelwalmdach mit Schieferdeckung, rückwärtiger Anbau - Scheune: kleiner Fachwerkbau mit Holzverbretterung | 09208053 |
|                                         | Reesemühle, Wöllsdorfer Mühle: Mühleensemble bestehend aus zwei Mühlgebäuden, Silo, Speicher, Verbindungsgang, Seitengebäude und, Villa mit Anbau, zwei Seitengebäude und Speicher | Wöllsdorfer Ring 8a, 8b (Karte) | 1890 (Weizenmühle); 1900 (Seitengebäude); bezeichnet mit 1900 (Speicher); 1906 (Roggenmühle); 1910 (Silo) | Typische Industriemühle mit ortsbildprägendem Speichergebäude, von orts- und technikgeschichtlicher Bedeutung, befindet sich auf einem seit dem 14. Jahrhundert genutzten Mühlenstandort. - Weizenmühle: fünfgeschossig mit Holzdecken, Satteldach - Roggenmühle: fünfgeschossig, Holzdecken, Flachdach - Speicher: hoher, fünfgeschossiger Putzbau mit markantem Dach und Dachreiter, Lisenengliederung - Villa: zweigeschossiger Putzbau, annähernd quadratischer Grundriss, flacher Mittelrisalit mit Dreiecksgiebel, klassizistische Formensprache, Überformungen im Erdgeschoss, originale Haustür, saniert vor 2012 - Anbau: Nutzgebäude, viergeschossiger Putzbau - Seitengebäude (Speicher): gelber Klinkerbau, Erdgeschoss durch Garageneinbauten überformt - 2. Seitengebäude: eingeschossiger Massivbau mit Drempel, Porphyrgewände | 09208049 |

## Tabellenlegende
- Bild: Bild des Kulturdenkmals, ggf. zusätzlich mit einem Link zu weiteren Fotos des Kulturdenkmals im Medienarchiv Wikimedia Commons. Wenn man auf das Kamerasymbol klickt, können Fotos zu Kulturdenkmalen aus dieser Liste hochgeladen werden:
- Bezeichnung: Denkmalgeschützte Objekte und ggf. Bauwerksname des Kulturdenkmals
- Lage: Straßenname und Hausnummer oder Flurstücknummer des Kulturdenkmals. Die Grundsortierung der Liste erfolgt nach dieser Adresse. Der Link (Karte) führt zu verschiedenen Kartendiensten mit der Position des Kulturdenkmals. Fehlt dieser Link, wurden die Koordinaten noch nicht eingetragen. Sind diese bekannt, können sie über ein Tool mit einer Kartenansicht einfach nachgetragen werden. In dieser Kartenansicht sind Kulturdenkmale ohne Koordinaten mit einem roten bzw. orangen Marker dargestellt und können durch Verschieben auf die richtige Position in der Karte mit Koordinaten versehen werden. Kulturdenkmale ohne Bild sind an einem blauen bzw. roten Marker erkennbar.
- Datierung: Baubeginn, Fertigstellung, Datum der Erstnennung oder grobe zeitliche Einordnung entsprechend des Eintrags in der sächsischen Denkmaldatenbank
- Beschreibung: Kurzcharakteristik des Kulturdenkmals entsprechend des Eintrags in der sächsischen Denkmaldatenbank, ggf. ergänzt durch die dort nur selten veröffentlichten Erfassungstexte oder zusätzliche Informationen
- ID: Vom Landesamt für Denkmalpflege Sachsen vergebene, das Kulturdenkmal eindeutig identifizierende Objekt-Nummer. Der Link führt zum PDF-Denkmaldokument des Landesamtes für Denkmalpflege Sachsen. Bei ehemaligen Kulturdenkmalen können die Objektnummern unbekannt sein und deshalb fehlen bzw. die Links von aus der Datenbank entfernten Objektnummern ins Leere führen. Ein ggf. vorhandenes Icon  führt zu den Angaben des Kulturdenkmals bei Wikidata.